# Jeanine De Bique
Jeanine De Bique (* 1981 in San Fernando, Trinidad) ist eine klassische Sopranistin aus Trinidad und Tobago.

## Biographie
Jeanine De Bique wuchs zusammen mit zwei Geschwistern bei ihrer alleinerziehenden Mutter in San Fernando auf, wo sie die St. Gabriel’s Girls RC School besuchte. Ihr Klavierlehrer erkannte ihr Talent und nahm sie als Solistin beim alle zwei Jahre stattfindenden Musikfestival auf, wo sie mehrere Preise gewann. Als ihre Mutter eine Stelle in Port of Spain annahm, wechselte sie mit ihr nach St. Augustine, wo sie den St. Joseph’s Convent besuchte. Ihr Hauptaugenmerk blieb das Klavierspiel, das sie unter June Nathaniel bis auf ein professionelles Niveau weiterentwickelte. Gleichzeitig wurde Michelle Varley ihre erste Gesangslehrerin, ermutigte sie zu einer Gesangskarriere und bereitete sie auf die Aufnahmeprüfung an der renommierten Manhattan School of Music (MSM) in New York vor, wo sie aufgenommen wurde. Sie studierte dort bei Hilda Harris Klavier und bei Marlena Malas Gesang und schloss 2008 mit dem Master und 2009 mit dem Professional Studies Certificate ab.
Jeanine De Bique ist praktizierende Christin.

## Repertoire
Jeanine De Bique verfügt über ein großes Repertoire, das von Barock bis zu zeitgenössischer Musik reicht.

## Laufbahn
Bei den MSM-Opernproduktionen sang sie u. a. die Adele in Strauss’ Die Fledermaus, die Titelrolle in Händels Semele, Lauretta in Puccinis Gianni Schicchi, die Schwester Constance vom heiligen Dionysius in Poulencs Dialogues des Carmélites und das Girl in Bernsteins Trouble in Tahiti. Weitere Rollen in amerikanischen Opernprojekten waren die Titelpartie in Monteverdis L’incoronazione di Poppea, Das Feuer/Die Prinzessin/Die Nachtigall in Ravels L’enfant et les sortilèges beim Chautauqua Music Program, die Yum-Yum in Gilbert und Sullivans Der Mikado mit dem Opera Theatre of Saint Louis, die River Woman in Tarik O’Regans Heart of Darkness und die Sopranistin in der Premiere von Paul Brantleys On the Pulse of Morning mit der MSM Symphony.
2006 nahm sie an Meisterkursen bei Renée Fleming, Marilyn Horne, Catherine Malfitano und Thomas Hampson teil.
2009 war sie Artist in Residence am Theater Basel, wo sie als Kate Pinkerton in Puccinis Madama Butterfly debütierte und 2010 die Iza in Offenbachs Die Großherzogin von Gerolstein sang.
In der Spielzeit 2011/2012 gehörte Jeanine De Bique dem Ensemble der Wiener Staatsoper an und trat als Gianetta in Donizettis L’elisir d’amore, als Barbarina in Mozarts Le nozze di Figaro, als Kate Pinkerton in Puccinis Madama Butterfly, als Eine Modistin in Strauss’ Der Rosenkavalier und als Ada in Wagners Die Feen auf.
Am Theater und Orchester Heidelberg debütierte sie 2014/15 mit der Partie der Climene in Niccolò Jommellis Fetonte im Rahmen des Barock-Fests Winter in Schwetzingen.
Sie war 2018, zusammen mit Russell Thomas, Willard White und Golda Schultz, unter den ersten schwarzen Sängern an den Salzburger Festspielen, als sie die Hosenrolle Annio in Mozarts La clemenza di Tito sang. Sie sang außerdem die Consuelo in Adams’ I Was Looking at the Ceiling and Then I Saw the Sky am Teatro dell’Opera di Roma, die Musetta in Puccinis La Bohème am Theater St. Gallen und an der Scottish Opera in Glasgow, die Sophie in Massenets Werther bei ihrer Rückkehr ans Theater Basel, die Schwester Rose in Heggies Dead Man Walking an der Central City Opera in Central City, Colorado, die Pearl in Ricky Ian Gordons Morning Star an der Cincinnati Opera, die Clara in Gershwins Porgy and Bess am Det Kongelige Teater in Kopenhagen sowie auf Europatournee mit der Russischen Philharmonie und die Titelrolle in Gounods Roméo et Juliette im Mariinski-Theater St. Petersburg.
2019 sang sie die Titelrolle in Händels Rodelinda unter Emmanuelle Haïm an der Opéra de Lille und am Théâtre des Champs-Elysées in Paris, die Donna Anna in Mozarts Don Giovanni an der Opéra national du Rhin in Straßburg, Händels Messiah mit dem Melbourne Symphony Orchestra, an den BBC Proms 2019 die Iphis, Tochter des Jephtha, in Händels Jephtha und die Aida in der Uraufführung von Micha Hamels Caruso a Cuba an De Nationale Opera in Amsterdam. An der Deutschen Oper Berlin debütierte sie als Helena in der Neuproduktion von Brittens A Midsummer Night’s Dream in der Spielzeit 2019/2020.
Als Konzertsängerin trat De Bique u. a. an den BBC Proms von 2017 mit Rejoice greatly, O daughter of Zion aus Händels Messiah mit dem Chineke! Orchestra auf, in Arvo Pärts Como cierva sedienta mit Iván Fischer und dem Konzerthausorchester Berlin, mit Mozarts Exsultate, jubilate mit der Sinfonia Rotterdam im Concertgebouw Amsterdam, mit Rachel in Kurt Weills Der Weg der Verheißung mit dem MDR-Sinfonieorchester unter Kristjan Järvi, mit Brahms’ Ein deutsches Requiem mit den Münchner Philharmonikern unter Lorin Maazel und mit Mahlers Achter Symphonie, ebenfalls unter Maazel, mit der sie ihr Debüt bei den New Yorker Philharmonikern feierte.

## Auszeichnungen
2010 gewann sie den dritten Preis («All-Round») des Internationalen Gesangswettbewerbs von ’s-Hertogenbosch (niederländisch „Internationaal Vocalisten Concours ’s-Hertogenbosch“) in den Niederlanden.
2012 gewann sie den dritten Preis an der Gian Battista Viotti International Music Competition in Vercelli in Italien.
2022 wurde sie mit einem deutschen Opus-Klassik-Preis in der Kategorie Solistische Einspielung Gesang ausgezeichnet.

## Diskographie
- Georg Friedrich Händel: Rodelinda. Opéra de Lille unter Emmanuelle Haïm, Regie: Jean Bellorini, 11. Oktober 2018; Erato Records, 2019 (DVD)